# Рікардо Лопес
Рікардо Лопес (ісп. Ricardo López; нар. 25 липня 1967, Куернавака, Мексика) — мексиканський боксер-професіонал, який виступав в мінімальній і першій найлегшій вагових категоріях. Чемпіон світу в мінімальній (версія WBC 1990—1999; версія WBO 1997; версія WBA 1998—1999) і першій найлегшій (версія IBF 1999—2002) вагових категоріях. Один із небагатьох чемпіонів, які закінчили кар'єру непереможеними. 2007 року був прийнятий до Міжнародної зали боксерської слави.

## Професіональна кар'єра
Дебютував на профірингу 1985 року у самій малочисельній ваговій категорії і 25 жовтня 1990 року, маючи рекорд 26-0, в бою проти японця Охасі Хідеюкі завоював титул чемпіона світу за версією WBC в мінімальній вазі, який захистив 22 рази. Серед переможених були такі суперники, як О Кван Су (Південна Корея), Саман Сорджатуронг (Таїланд), Алекс Санчес (Пуерто-Рико) і Росендо Альварес (Нікарагуа), єдиний хто в одному з двох боїв проти Рікардо Лопеса досяг нічиєї.